# غاري دونيلان
غاري دونيلان (بالإنجليزية: Gary Donnellan)‏ هو لاعب كرة قدم بريطاني في مركز الوسط، ولد في 3 يوليو 1962 في ويلسدن ‏ في المملكة المتحدة. لعب مع نادي ريدنغ.